# Marco Claudio Marcello (console 196 a.C.)
Marco Claudio Marcello (latino: Marcus Claudius Marcellus; fl. II secolo a.C.) è stato un politico romano, console della repubblica nell'anno 196 a.C. insieme a Lucio Furio Purpureone; in quell'anno ottenne il trionfo sui Galli. Era il figlio del famoso generale Marco Claudio Marcello (ucciso in battaglia nel 208 a.C.), e probabilmente era il padre del console omonimo.

## Biografia
Marcello è nominato da Plutarco quando suo padre, che all'epoca era edile, accusò il collega Scantinio Capitolino davanti al Senato di aver importunato suo figlio.
Livio riporta così l'evento:
(Plutarco, Vita di Marcello.)
Questo evento sarà ricordato dalla Lex Scantinia nel 149 a.C., chiamata così da Scantinio.
Come i suoi coevi Marcello combatté nella Seconda guerra punica, probabilmente accompagnando suo padre in varie campagne militari (compresa la famosa campagna di Siracusa). Suo padre morì in un agguato (nel 208 a.C.), quando lui era tribuno militare, il corpo gli venne successivamente restituito da Annibale.
Nel 204 a.C. Marcello era il tribuno della plebe incaricato di comandare una commissione (nella quale c'era anche Marco Porcio Catone) per investigare sulle spese fatte da Scipione l'Africano. La faccenda delle spese fu accantonata, il rapporto esistente tra Marcello e Scipione l'Africano è poco chiaro (il padre di Marcello e lo zio di Scipione furono consoli insieme nel 222 a.C.).
Nel 189 a.C. fu eletto censore con Tito Quinzio Flaminino.